# Лашув
Лашув (пол. Łaszów) — село в Польщі, у гміні Палечниця Прошовицького повіту Малопольського воєводства.
Населення — 105 осіб (2011).
У 1975-1998 роках село належало до Келецького воєводства.

## Демографія
Демографічна структура станом на 31 березня 2011 року:
|          | Загалом | Допрацездатний вік | Працездатний вік | Постпрацездатний вік |
| -------- | ------- | ------------------ | ---------------- | -------------------- |
| Чоловіки | 52      | 11                 | 33               | 8                    |
| Жінки    | 53      | 15                 | 24               | 14                   |
| Разом    | 105     | 26                 | 57               | 22                   |